# نیدرنایزن
نیدرنایزن (به آلمانی: Niederneisen) یک شهر در آلمان است که در Verbandsgemeinde Hahnstätten واقع شده‌است. نیدرنایزن ۱٬۴۸۴ نفر جمعیت دارد.